# فرنسيسكو غارسيا (لاعب اتحاد الرغبي)
فرنسيسكو غارسيا (بالإسبانية: Francisco García)‏ هو لاعب اتحاد الرغبي أرجنتيني، ولد في 30 أكتوبر 1970.